# Fira de València

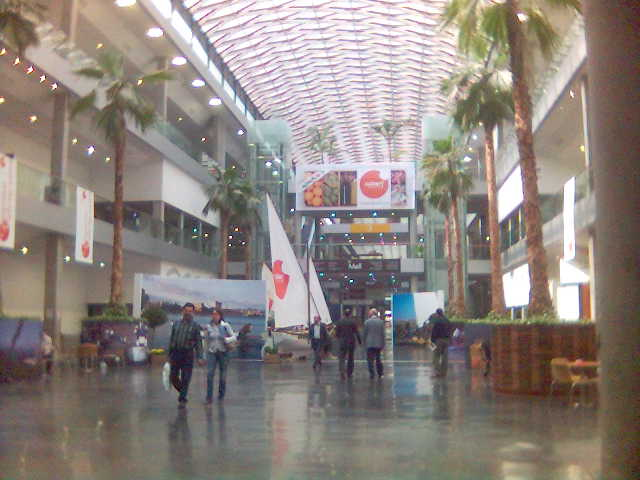
Interior de Fira València

La Fira Mostrari Internacional de València o Fira de València és una institució fundada el 1917 —la més antiga d'Espanya en actiu de manera continuada— i dedicada a l'organització de fires comercials. Situada al costat del Palau Velòdrom Lluís Puig en terme de Benimàmet, a cinc quilòmetres del centre urbà de València, el recinte firal està comunicat amb la xàrcia de carreteres, amb el port de València i amb l'aeroport de Manises.
Disposa del més gran i un dels més moderns recintes firals d'Espanya, que al seu torn és un dels deu majors de tot el món: 231.000 metres quadrats de superfície coberta d'exposició. Celebra uns 40 certàmens anuals, dels quals més de la meitat eren de caràcter internacional. El nombre de visitants fou de més d'un milió tres-cents mil, de tot el món, i més de dotze mil expositors van participar en els seus certàmens. L'impacte econòmic de Fira València en el seu entorn s'estima en uns 700 a 800 milions d'euros anuals.
Entre els principals certàmens que organitza cal destacar els relacionats amb les indústries valencianes, com ara el moble (Horta Sud, Baix Maestrat), la ceràmica (Plana Baixa, Plana Alta, Alcalatén) i pedra natural (Vinalopó Mitjà), la il·luminació (Costera), tèxtil per a la casa (Vall d'Albaida, Alcoià), el joguet (Foia de Castalla) i l'automòbil (Ribera Baixa):
| Convenció      | Mesos     | Temàtica                                 |
| -------------- | --------- | ---------------------------------------- |
| FIMI           | gener     | moda infantil                            |
| Beauty         | gener     | cosmètica i perruqueria                  |
| FIPA           | febrer    | portes automàtiques                      |
| CEVISAMA       | febrer    | ceràmica i taulell                       |
| ProMAT         | febrer    | construcció                              |
| Saló del Manga | maig/nov. | cultura del Japó                         |
| Expojoc        | juny      | joc d'atzar i màquines escurabutxaques   |
| Automòbil      | desembre  | indústria automotriu i vehicles d'ocasió |
| Expojove       | des.-gen. | públic infantil i juvenil                |
| Expocanina     | desembre  | gossos                                   |

Després de la Gota freda de 2024 al País Valencià, el Govern va habilitar aquest espai temporalment com a dipòsit de cadàvers.